# 凍りついた瞳
『凍りついた瞳』（こおりついため）は、ささやななえの漫画。原作は椎名篤子の『親になるほど難しいことはない』。『YOU』1994年9月号から1995年7月号まで連載されたのち、単行本として出版された。児童虐待の実例を基にした作品で、その後『続 凍りついた瞳』『新 凍りついた瞳』とシリーズ化された。この作品により2004年、ささやと椎名はエイボン教育賞を受賞した。
本項では漫画の他に、椎名篤子による『凍りついた瞳が見つめるもの』『新 凍りついた瞳』『凍りついた瞳2020』についても記述する。

## 経緯
ささやななえの当時の担当編集者が参考にと送ってきた本のうちの1冊、椎名篤子の『親になるほど難しいことはない』（1993年）を読みはじめたささやは、激しい胸の動悸と共に、原稿が完成した形で頭のなかに思い浮かんでいくという経験をする。これを漫画として描かなくてはならないという使命感にかられたささやは、原作者の椎名篤子と1年間にわたり話し合いをした上で連載を開始する。題名の「凍りついた瞳」は、編集者を含め3人で打ち合わせをしているときに、原作にあった医学用語の「凍てついた凝視（Frozen watchfulness）」からささやが思いついたもので、虐待を受けた子どもが特徴的に示す、表情を失った無感動な目を表現した言葉からきている。
連載が開始されると大きな反響を呼び、多数の電話や手紙が届いたという。1995年に出版された『凍りついた瞳』のあとがきで椎名篤子は、連載が開始されてから原作者宛に約360通の手紙が届き、多くは子ども時代に虐待を受けた経験を綴った大人の女性からのもので、それらの声を社会に訴える役目を託されたと感じたと書いている。それらの手紙の一部は『凍りついた瞳が見つめるもの』としてまとめられ、『凍りついた瞳』の単行本と同時に出版された。また手紙を元に新たに漫画が5話描かれ、翌年『続 凍りついた瞳』として出版された。
『凍りついた瞳』は多くの国会議員へ配布され、2000年の児童虐待防止法（児童虐待の防止等に関する法律）制定への後押しをしたと言われている。
2002年1月末か2月の初頭頃、今度は椎名からささやの元に漫画執筆の依頼の連絡が入る。2000年11月に施行された児童虐待の防止等に関する法律に「3年後に見直しを行う」との附則が設けられていたため、法改正のためにできるだけのことをしたいという思いからであった。そうして法改正に求める内容を盛り込んだ、活字と漫画の二つの『新 凍りついた瞳』（2003年）が出版された。
椎名は、児童虐待防止法立法と児童福祉法の一部改正、そして児童虐待防止の取り組みが全国的に広がったことでシリーズは役割を終えたと考えていたが、減らない虐待に「なぜ子どもの虐待死が見過ごされてしまうのか」の理由を探るため、2016年4月より専門家に対して取材を開始し、『凍りついた瞳2020』（2019年）としてまとめた。

## 評価
- 本山勝寛は、日本でまだ児童虐待があまり注目されていなかった時代に、漫画という形で社会に問題を提起した作品として高く評価している[13]。

## 収録作品

### 凍りついた瞳
1. 第1話 誰も助けられなかった（初出：『YOU』1994年9月号）
2. 第2話 あの子はいらない（初出：『YOU』1994年10月号）
3. 第3話 逃避行（初出：『YOU』1994年11月号）
4. 第4話 父と娘（初出：『YOU』1994年12月号）
5. 第5話 祖父と父と私と（初出：『YOU』1995年1月号）
6. 第6話 浮気の代償（初出：『YOU』1995年3月号）
7. 第7話 婚約指輪―前編―（初出：『YOU』1995年4月号）
8. 第8話 婚約指輪―後編―（初出：『YOU』1995年5月号）
9. 第9話 それぞれにできること―前編―（初出：『YOU』1995年6月号）
10. 第10話 それぞれにできること―後編―（初出：『YOU』1995年7月号）

### 続 凍りついた瞳
1. 第1通 捨てられた家（初出：『YOU』1996年1月号）
2. 第2通 鍵（初出：『YOU』1996年3月号）
3. 第3通 義父（初出：『YOU』1996年5月号）
4. 第4通 連鎖を越えて（初出：『YOU』1996年7月号）
5. 第5通 虐待が消える日（初出：『YOU』1996年9月号）

### 新 凍りついた瞳
1. 第1話 SOS、SOS、助けて…（初出：『YOU』2002年NO.23）
2. 第2話 サウナの家―前編―（初出：『YOU』2003年NO.1）―後編―（初出：『YOU』2003年NO.2）
3. 第3話 長い家路―前編―（初出：『YOU』2003年NO.4）―後編―（初出：『YOU』2003年NO.6）
4. 第4話 母子治療―前編―（初出：『YOU』2003年NO.8）―後編―（初出：『YOU』2003年NO.10）
5. 第5話 ふたりの法医学者（初出：『YOU』2003年NO.12）

## 書誌情報

### 漫画
漫画についてはすべてささやななえ著、椎名篤子原作。
- 『凍りついた瞳 : 子ども虐待ドキュメンタリー』 集英社、1995年11月、ISBN 4-08-782008-4
- 『凍りついた瞳 : 子ども虐待ドキュメンタリー』 集英社〈YOU漫画文庫〉、1996年12月、ISBN 4-08-785022-6
- 『続 凍りついた瞳 被虐待児からの手紙 : 子ども虐待ドキュメンタリー』 集英社、1996年11月、ISBN 4-08-782010-6
- 『続 凍りついた瞳 被虐待児からの手紙 : 子ども虐待ドキュメンタリー』 集英社〈YOU漫画文庫〉、1999年3月、ISBN 4-08-785066-8
- 『新 凍りついた瞳 : 子ども虐待ドキュメンタリー』 集英社、2003年9月、ISBN 4-08-782061-0
- 『新 凍りついた瞳 : 子ども虐待ドキュメンタリー』 集英社〈集英社文庫〉、2012年10月、ISBN 978-4-08-619382-5

### 漫画以外
- 椎名篤子著『親になるほど難しいことはない』 上出弘之監修、講談社、1993年1月、ISBN 4062054329
- 椎名篤子著『親になるほど難しいことはない : 「子ども虐待」の真実』 集英社〈集英社文庫〉、2000年8月、ISBN 978-4087472318
- 椎名篤子編『凍りついた瞳が見つめるもの : 被虐待児からのメッセージ』 集英社、1995年11月、ISBN 4-08-780215-9
- 椎名篤子編『凍りついた瞳が見つめるもの : 被虐待児からのメッセージ』 集英社〈集英社文庫〉、1997年5月、ISBN 4-08-748621-4
- 椎名篤子著『新 凍りついた瞳』 集英社、2003年9月、ISBN 4-08-781270-7
- 椎名篤子著『新 凍りついた瞳 : 「子ども虐待」のない未来への挑戦』 集英社〈集英社文庫〉、2007年2月、ISBN 978-4-08-746130-5
- 椎名篤子編・著『凍りついた瞳2020 :  虐待死をゼロにするための6つの考察と3つの物語』 集英社、2019年11月、ISBN 978-4-08-780871-1